# Kosta Nađ
Konstantin – Kosta Nađ (mađarski: Kosztá Nagy; 13. svibnja 1911. – 19. studenog 1986.) bio je sudionik Španjolskog građanskog rata i Narodnooslobodilačke borbe, general armije JNA i narodni heroj Jugoslavije.

## Životopis
Rođen je 13. svibnja 1911. godine u Petrovaradinu. Osnovnu školu i nižu gimnaziju završio je u Petrovaradinu, a 1926. godine počeo je učiti zanat u avio-industriji „Icarus“. Zbog očevog lošeg materijalnog stanja, obitelj se morala preseliti iz Petrovaradina u Zagreb, gdje su ubrzo preminuli Kostini roditelji Stjepan i Ana.
Konstantin je kasnije upisao Vojnu podčasničku školu u Bileći. Kada je završio, zadržan je u Bileći da obučava nove pitomce. Tu se počeo zanimati za marksističku literaturu i radnički pokret. Kada je vojna policija otkrila da podčasnik Kosta Nađ posjeduje marksističke knjige, 1932. godine, uhićen je i odveden isprva u Nikšić, a potom u Sarajevo, gdje je 1933. godine osuđen na dvije godine zatvora. Pošto je uspio da pobjeći iz Sarajeva, otišao je u Zagreb, gdje živi ilegalno.
Pošto su Kostina braća već bili članovi KPJ, i on se priključio partijskom radu, isprva u ilegalnoj tiskari Pokrajinskog komiteta KPJ za Hrvatsku, koja se nalazila u podrumu kuće u kojoj je stanovao, a potom je surađivao i u organizaciji „Prijatelji slobode“. Odmah nakon izbijanja Španjolskog građanskog rata, u proljeće 1936. Kosta se prijavio dr. Pavlu Gregoriću, koji je organizirao slanje jugoslavenskih dobrovoljaca u Španjolsku.

### Španjolski građanski rat
Poslije nekoliko neuspješnih pokušaja, uspio je ilegalno prijeći granicu u siječnju 1937. godine. Na putu do Španjolske, bio je zatvaran u Austriji i Švicarskoj, ali je uspio prijeći Pirineje i 8. ožujka 1937. godine se prijavio u prihvatni logor dobrovoljaca u Fignerasu.
U Internacionalnim brigadama Kosta Nađ bio je vodnik, zapovjednik čete i zapovjednik Balkanskog bataljuna. Krajem siječnja 1939. godine, štiteći odstupnicu tisućama španjolskih izbjeglica, primio je zapovijed jedne od dvije poslednje brigade, koje su se povlačile preko Pirineja na sjever. U borbama kod Brunetea i na Ebru bio je četiri puta ranjen. Dobio je čin kapetana i odlikovan španjolskim republikanskim ordenom Oslobođenja, a 1937. godine primljen je u KPJ.
Pošto je Kraljevina Jugoslavija zabranila povratak jugoslavenskim dobrovoljcima u zemlju. Kosta je, s nekoliko stotina Jugoslavena, od veljače 1939. do svibnja 1941. godine bio u francuskim logorima: Saint Cyprien, Girs i Verne. U svibnju 1941. godine, s ostalim drugovima, odlazi iz logora u Njemačku u radni logor Dessau. To je učinjeno po preporuci rukovodstva KPJ, kako bi se lakše uspjeli prebaciti u okupiranu Jugoslaviju.

### Drugi svjetski rat
Kosta je s prvom grupom španjolskih dragovoljaca, stigao u Zagreb 16. srpnja 1941. godine. Rade Končar i Vlado Popović su ga tu zadržali do 5. kolovoza, kada je poslan u Karlovac, da pomogne Operativnom rukovodstvu u organiziranju ustanka. U kolovozu je djelovao u Topuskom, Velikoj Kladuši, vrginmoščanskim selima i Držnici. Zajedno sa Vladom Popovićem i vojnim rukovoditeljima Korduna, sudjelovao je 5. rujna na vojno-političkom savjetovanju s ličkim rukovodstvom ustanka, u Krbavicu.
Od 9. rujna do kraja listopada, Kosta je po nalogu Glavnog štaba NOPO Jugoslavije, djelovao u Bosanskoj krajini. Na savjetovanju u Stolicama, bio je imenovan za člana Glavnog štaba NOPO Bosne i Hercegovine. Od 6. studenog 1941. do 9. veljače 1942. godine zapovjedao je romanijskim, jahorinskim i drugim postrojbama NOVJ u istočnoj Bosni.
Kada je Vrhovni zapovjednik NOPO Jugoslavije Josip Broz Tito reorganizirao rukovodstvo partizanskih postrojbi BiH-a, početkom veljače 1942. godine, Kosti Nađu je povjereno zapovjedništvo nad svim postrojbama zapadne Bosne (od rijeke Bosne do Une). Od 23. veljače do kraja srpnja, kada je u zapadnu Bosnu prodrla grupa proleterskih brigada s Vrhovnim štabom, postrojbe pod Kostinim zapovjedništvom (oko 14.000 boraca) stvorile su ogroman slobodan teritorij, povezan sa Dalmacijom, Likom, Banijom i Slavonijom.
Tijekom 1942. godine partizanske postrojbe pod zapovjedništvom Koste Nađa oslobodile su: Prijedor, Krupu, Dobrljin, Ključ, Drvar, Bosanski Petrovac, Mrkonjić Grad, Jajce... Od 2. do 4. studenog Kosta je rukovodio dotad najvećom operacijom NOR-a, bitkom za Bihać. Njegova taktika osvajanja utvrđenih gradova, po sustavu klinova, iznenađivala je i zbunjivala neprijatelja. Tito je 6. studenog Kostinim postrojbama uputio priznanje i pohvalu za „junačko držanje i pri oslobođenju Bihaća“.
U studenom 1942. godine, kada je osnovana NOV i PO Jugoslavije i formiran Prvi bosanski korpus, Kosta je bio postavljen za njegovog zapovjednika. Tito je, 10. kolovoza 1943. godine, svojim najvišim zapovjednicima dodijelio časničke činove. Kosta Nađ, Peko Dapčević i Koča Popović su tada postali pukovnici, a desetak dana kasnije generali. Brzojav o unaprijeđenju je zatekao Kostu na putu za istočnu Bosnu.
Osnovni zadatak divizija, kojima je od jeseni 1943. godine, zapovjedao Kosta Nađ, bio je osiguranje planiranog prodora NOVJ na istok, u Srbiju. To je bilo moguće ostvariti tek 1944. godine, kada počinje prva faza završnih operacija za oslobođenje Jugoslavije. Početkom 1944. godine postavljen je za zapovjednika Glavnog štaba NOV i PO Vojvodine.
U jesen 1944. godine, i tijekom zime 1944./1945. godine, Kostine postrojbe (1. siječnja prerasle u Treću armiju JA) forsirale su Dunav i Dravu na Srijemskoj bojišnici, potpuno oslobodile Vojvodinu, Baranju i dio Slavonije. U završnim operacijama, Treća armija je tri puta pohvaljena, za borbe kod Batine, za brzi prodor uz Dravu, preko Slavonije i Podravine u Štajersku i 15. svibnja za slamanje neprijateljskih postrojbi između Celovca, Celja i Maribora.

### Poslijeratna karijera i odlikovanja
Poslije oslobođenja Jugoslavije obavljao je niz odgovornih dužnosti u JNA. U više saziva je bio poslanik Savezne skupštine, a od Sedmog kongresa SKJ, četiri puta je biran u CK SKJ. Od 1974. do 1981. godine bio je predsjednik Saveznog odbora SUBNOR-a Jugoslavije.
Umro je 19. studenog 1986. godine. Sahranjen je, zajedno sa suprugom Dušankom, u Aleji zaslužnih građana na Novom groblju u Beogradu.
Odlikovan je ordenima:
- Ordenom junaka socijalističkog rada,
- Ordenom slobode
- Ordenom partizanske zvijezde, sa zlatnim vencem, dva puta,
- Ordenom ratne zastave,
- Ordenom narodne armije, sa lovorovim vencem, dva puta,
- Ordenom za vojne zasluge, sa velikom zvezdom,
- Ordenom zasluga za narod, sa zlatnom zvezdom,
- Ordenom bratstva i jedinstva sa zlatnim vencem
- Ordenom za hrabrost

Nositelj je Partizanske spomenice 1941. godine. Ordenom narodnog heroja odlikovan je 20. prosinca 1951. godine.
Njegov sin Branko Nađ je bio višestruki prvak Jugoslavije u automobilizmu.